# Аллуане
Аллуане (фр. Alloinay) — французская коммуна, расположенная в департаменте Дё-Севр в регионе Новая Аквитания.

## География
Коммуна Аллуане объединила коммуны Гурне-Луазе и Лез-Алле. Ее столица находится в Гурне-Луазе. Создание новой коммуны постановлением префектуры от 26 декабря 1972 года привело к отмене статуса ассоциированной коммуны для Луазе 1 января 1973 года, которая была присоединена к Гурне, сформировав муниципалитет Гурне-Луазе.
Высота над уровнем моря: минимальная — 99 м, максимальная — 171 м, средняя 135 м

## Местоположение
Расстояние между Аллуане и крупнейшими городами Франции (в километрах):
Париж — 348
Марсель — 533
Лион — 382
Тулуза — 305
Ницца — 638
Нант — 166
Монпелье — 421
Страсбург — 649
Бордо — 150 (ближайший)
Лилль — 551
Ренн — 252
Реймс — 464

## Топонимия
Alloinay нео-топоним, получившийся из частей названия трех бывших коммун, которые составляют новую коммуну:
Les Alleuds, Loizé, et Gournay.

## Климат
Морской климат (Классификация климатов Кёппена: Cfb)